# Þorbjörn dísarskáld
Þorbjörn dísarskáld est un scalde islandais de la seconde moitié du Xe siècle.
Seuls deux fragments de son œuvre ont été préservés, dans le Skáldskaparmál de Snorri Sturluson. Le premier provient d'un poème consacré à Thor. Deux lignes évoquent son rôle de défenseur d'Ásgard et une strophe dresse une liste de géants et surtout de géantes tués par le dieu. Comme dans une lausavísa de Vetrliði Sumarliðason, le poète s'y adresse directement au dieu pour célébrer ses exploits.
Cette strophe s'inscrit dans la lignée des textes où le fait de tuer des géantes apparaît comme « une spécialité de Thor au-delà de sa fonction de destructeur de trolls en général», spécialité attestée par les meurtres de Gjálp et Greip, les filles de Geirrøðr, de la sœur de Þrymr, des géantes évoquées dans le Hárbarðsljóð (23) et dans la lausavísa de Vetrliði.
L'autre fragment consiste en une demi-strophe relatant le baptême d'une personne inconnue. Si son auteur est bien le même Þorbjörn, cela signifie qu'il est devenu chrétien, auquel cas il aurait plutôt vécu au XIe siècle. 
Le surnom de Þorbjörn, dísarskáld : « scalde des dises » incite à penser qu'il serait l'auteur d'un autre poème consacré aux dises. Dans la mesure où, dans le Skáldskaparmál, Snorri nomme Freyja « Vana dís » (« Dame des Vanes » ou « Dise des Vanes »), il pourrait aussi s'agir d'un poème en l'honneur de cette déesse.